# 巴伯斯 (喬治亞州)
巴伯斯（英語：Barbers）是位於美國喬治亞州科爾奎特縣的一個非建制地區。該地的面積和人口皆未知。

## 地理
巴伯斯的座標為31°13′19″N 83°43′17″W / 31.22194°N 83.72139°W，而該地的平均海拔高度為100米（即328英尺）。